# Filippo de Lurano
Filippo de Lurano (également connu sous le nom de Luprano ou Lorano), né vers 1475 et mort après 1520, est un compositeur italien de la Renaissance. Il a été l'un des compositeurs de frottole les plus prolifiques après Marchetto Cara et Bartolomeo Tromboncino.

## Biographie
On ne sait presque rien sur le début de sa vie. Il est probablement né à Crémone, et il est mentionné comme ecclésiastique dans les registres de la cathédrale de Cividale del Friuli, à proximité d'Udine. De Lurano séjourne à Rome pendant la première décennie du XVIe siècle, les dates exactes de son séjour n'étant pas connues. En 1508, il compose de la musique pour le mariage de la nièce du pape Jules II. De 1512 à 1515, il est maître de chapelle de la cathédrale de Cividale, puis s'installe peu après à Aquilée, où il est peut-être mort.

## Œuvre
De Lurano a principalement composé des frottole, un des ancêtres des madrigaux. Trente-cinq de ses frottole nous sont parvenues, ainsi que deux motets et une lauda. Leur style est typique de l'époque : une texture homophonique prédomine, accompagné de brèves harmonies imitatives en début de phrase.
Selon une source manuscrite de l'époque, une des frottole de De Lurano était apparemment la chanson préférée de Cesar Borgia, fils du pape Alexandre VI.